# Orchidea
 (avril 2018).
Si vous disposez d'ouvrages ou d'articles de référence ou si vous connaissez des sites web de qualité traitant du thème abordé ici, merci de compléter l'article en donnant les références utiles à sa vérifiabilité et en les liant à la section « Notes et références ».

Orchidea est une bande dessinée réalisée par Cosey en 1990. 

## Les personnages
- Le père : Ellsworth Humelsine, scientifique, il vient d'avoir 80 ans. Il habite désormais dans une maison de retraite où il mène une vie (trop) tranquille. Marié puis séparé, il a trois enfants.
- Ses enfants :
  - Seymour : publicitaire, il porte une queue de cheval. Célibataire, il a peu de succès dans ses nombreuses tentatives de drague.
  - Ruby : comédienne, elle multiplie les apparitions et les rôles minables dans des séries B. Au chômage, elle rêve encore au rôle de sa vie. Elle est accro aux petites boules au chocolat, pratique la méditation. Elle a passé un an dans un ashram avec sa mère.
  - Virgil : agent immobilier, chargé d'une famille nombreuse.

## Synopsis
Trois frères et sœur se retrouvent pour fêter les quatre-vingt ans de leur père, Ellsworth Humelsine. Ils lui ont préparé un cadeau surprise : une télévision. Arrivés dans sa maison de retraite, la directrice leur annonce qu'il a disparu depuis quatre jours. En discutant avec un vieux pensionnaire, ils apprennent qu'Ellsworth passait ses après-midi dans le bar du coin, qu'il envoyait des lettres en Arizona et que le scientifique avait repris ses études, il travaillait sur une histoire d'étoiles et de vie dans l'univers, nom de code : Orchidéa.
La fratrie reprend la route, sur les traces du père. L'occasion pour ces grands enfants de se retrouver, se redécouvrir. Ils finissent par retrouver leur père, installé en plein désert avec Rosita, une jeune femme enceinte et en fuite. Ellsworth a acheté un ancien observatoire astronomique qu'il a transformé en bar, il se réjouit de reprendre de l'activité et de devenir "père" une nouvelle fois. Le jour de l'inauguration du bar, le petit ami de Rosita, le père de l'enfant, vient la chercher. Elle le suit. La petite fille à naître ne s'appellera pas Orchidea. Ellsworth demande à rejoindre son asile. Virgil lui propose de venir habiter chez lui et de s'occuper des enfants. Seymour engage Ruby, elle tournera dans une campagne de publicité.

## Rééditions
- 1999 : Dupuis (Aire Libre), en grand format
- 2003 : Dupuis (Horizons)